# رأس مال مسجل
رأس المال المصرح به للشركة (يشار إليه أحيانًا باسم رأس المال المسجل أو رأس المال الاسمي، لا سيما في الولايات المتحدة) هو الحد الأقصى لرأس المال المصرح للشركة بإصداره (تخصيصه) بموجب مستنداتها الدستورية إلى المساهمين. يمكن أن يظل جزء من رأس المال المصرح به (وغالبًا ما يحدث) غير مُصدر. يمكن تغيير رأس المال المصرح به بموافقة المساهمين. يشار إلى جزء من رأس المال المصرح به الذي تم إصداره للمساهمين باسم رأس المال المصدر للشركة.
يتم استخدام رأس المال المصرح به للحد من أو التحكم في قدرة المديرين على إصدار أو تخصيص أسهم جديدة، والتي قد يكون لها عواقب في السيطرة على الشركة أو تغيير توازن السيطرة بين المساهمين. مثل هذا الإصدار من الأسهم للمساهمين الجدد قد يؤدي أيضًا إلى تحويل رصيد توزيع الأرباح ، على سبيل المثال إذا تم إصدار أسهم جديدة بالقيمة الاسمية وليس بالقيمة السوقية.
تم إلغاء شرط أن يكون للشركة رأس مال مصرح به محدد في أستراليا في عام 2001 ، وفي المملكة المتحدة ، تم إلغاؤه بموجب قانون الشركات لعام 2006.